# Acropora caroliniana
Acropora caroliniana là một loài san hô trong họ Acroporidae. Loài này được Nemenzo mô tả khoa học năm 1976.